# Hasse Lindroth
Hans (Hasse) Lindroth, född 4 september 1938 i Stockholm, död 3 maj 2022 i Stockholm, var en svensk målare och grafiker.
Han är mest känd som grafiker och då som Stockholmsskildrare, men han har också skildrat både Paris och Venedig med sin säregna och personliga ton. Många av hans Stockholmsbilder, etsningar och torrnålar från de senaste femton åren, finns samlade i boken Stockholm nyligen, från år 1990. Hasse Lindroths målningar uppvisar också en mycket personlig ton. Nämnas bör hans serie målningar, med motiv från den nu nerlagda järnvägen, La Petite Ceinture, i Paris. Hasse Lindroth var en av konstnärerna som drev Nationalgalleriet.

## Utbildning
- Konstfack
- Kungliga Konsthögskolan.

## Representation
Lindroth är representerad på:
- Nationalmuseum[3]
- Stockholms stadsmuseum
- Bibliothèque nationale de France, Paris
- Moderna museet[4]
- Kalmar konstmuseum[5]